# Бутан на Светском првенству у атлетици на отвореном 2013.
Бутан је учествовао на Светском првенству у атлетици на отвореном 2013. одржаном у Москви од 10. до 18. августа  четврти пут. Репрезентацију Бутана представљао је један такмичар који се такмичио у трци на 1.500 метара.,
На овом првенству Бутан није освојио ниједну медаљу. Није било нових националних рекорда, а оборен је један лични рекорд.

## Учесници
Мушкарци:
- Тинли Тензин — 1.500 м

## Резултати

### Мушкарци
| Атлетичар    | Дисциплина | Лични рекорд | Квалификације | Квалификације | Полуфинале           | Полуфинале           | Финале               | Финале       | Детаљи                                     |
| Атлетичар    | Дисциплина | Лични рекорд | Резултат      | Место         | Резултат             | Место                | Резултат             | Место        | Детаљи                                     |
| ------------ | ---------- | ------------ | ------------- | ------------- | -------------------- | -------------------- | -------------------- | ------------ | ------------------------------------------ |
| Тинли Тензин | 1.500 м    |              | 4:24,54 ЛР    | 13 гр 1       | Није се квалификовао | Није се квалификовао | Није се квалификовао | 37 / 37 (38) | Архивирано на веб-сајту (28. октобар 2013) |